# Octubre (banda)
27 debOctubre
Octubre es un conjunto murciano de música pop de influencia sixtie, con un sonido similar a grupos como Los Brincos, Los Ángeles, Los Gritos, Los Flechazos.
Han cosechado gran éxito en sus actuaciones en eventos como Purple Weekend, festival por antonomasia de la cultura mod en España.
Allá por el 1995, nace Octubre. En 1996 graba su primera maqueta en la que aparecen ya canciones como "Barman" y "Una vez más". Estas canciones, junto a otras como La lluvia o You´ll never again, tienen gran éxito en el ámbito de la Nueva Ola Murciana y son las que les dan a conocer a través del suplemento "Evasión" del diario La Verdad y de Onda Regional de Murcia, que le otorgará un premio. Se suceden los conciertos y aumenta la popularidad de Octubre en el ámbito independiente murciano y más allá, ya que en 1997 queda finalista en el concurso nacional de maquetas organizado por la Sala Roxy de Valencia. Ese mismo año, dos de sus canciones, "Una vez más" y "You´ll never again" aparecen en el disco New Wave for your pretty face, editado por el recién nacido sello murciano In the city records (Jorge-Art School) y que pretende reunir canciones de los principales grupos del pop murciano del momento.
Tras un breve período de calma (Octubre nunca se calla del todo) debido a cambios en la formación, tiempo dedicado a los estudios, etc., el grupo vuelve más maduro y con más fuerza. En 1999 graba la primera maqueta de esta nueva etapa: Los viajes en Octubre, con canciones como "Sólo para nosotros dos" o "Cerca de ti". Poco después llega la segunda: Sólo un momento y su "Mejor" y "Fácil, dices que es fácil". Una de sus canciones, "Todo ha cambiado", se incluye en un doble recopilatorio editado por Planet Music, en el que se reúnen canciones de los mejores grupos murcianos de los 80 y los 90. De esta forma Octubre aparece en el mismo disco al lado de otro grupos más populares como M Clan. 
Octubre aparece numerosas veces en el programa Viaje a los Sueños Polares de Los 40 principales y en Flor de Pasión de Juan de Pablos en Radio 3, recibiendo solo buenas críticas y piropos. En el 2000, la grabación de "Lágrimas Negras" para participar en Tu voz en color un disco homenaje a Los Flechazos, da un impulso decisivo a la carrera del grupo: en un concierto de presentación del disco en Caravaca Octubre toca con Art School y Matamala, el grupo de Albert, quien junto a Eneida, lleva las riendas de la discográfica barcelonesa Bip Bip Records. Después de escuchar las maquetas que Jose Esteban les regala, entre las que se encuentra la más reciente Mi última y mejor oportunidad, Albert y Eneida deciden ficharlos. Así nace el disco del mismo nombre. Con este disco Octubre suena en prácticamente todos los programas de Radio 3 recibiendo solo buenas críticas y toca en directo en casi toda España participando también en un buen número de festivales como el Purple Weekend de León, el Easypop de Andorra (Teruel) o el Festimod en Albacete. Pero el momento culminante será cuando en el verano de 2002, Octubre actúa en el Festival de Benicàssim (FIB) en la fiesta presentación ante unas 3.000 personas aproximadamente. Para la ocasión se edita un ep con "Todo pasa y no volverá" como canción estrella acompañada por otras canciones como "Esperando a Godot" o "This is the low" además del videoclip de la canción que da título al ep. Posteriormente el grupo actúa en Radio 3. Actuación que se emitió el uno de octubre de 2002 en Radio 3 y en La 2 de Televisión Española. Octubre no ocultan sus influencias y participan en dos homenajes más: a 091 versionando "El sur", y a la nueva ola, versionando una canción de Mamá: "Chica cruel". Ahora Octubre acaban de publicar Cuando todo parecía perdido un disco de diez canciones en el sello madrileño Rock Indiana

## Discografía
- Mi última y mejor oportunidad 2001 (LP) en Bip Bip Records
- Todo pasa y no volverá (EP) 2002 en Bip Bip Records
- Cuando todo parecía perdido (LP) 2006 en Rock Indiana
- Todo se lo lleva el viento (LP) 2010 en Rock Indiana
- Mouseland (LP) 2015 en Miel de Moscas
- Epílogo (EP) 2021 en Hurrah! Música

Apariciones en otros discos:
- - “You’ll never again” y “Una vez más” en Heatwave (In the city records. 1998)
- - “Lágrimas negras” de Los Flechazos en Tu voz en color (Bip bip records. 2000)
- - “Fácil, dices que es fácil” en Bip bip hurra! (Bip bip records. 2001)
- - “Mejor” en Fib 2002 (Maraworld. 2002)
- - “UHF” en Venus (El planeta amarillo. 2002)
- - “Esperando a Godot” en Bip bip hurra! 2 (Bip bip records. 2002)
- - “El sur” de 091 en Canciones de cuna y rabia (Criminal Records. 2002)
- - “Chica cruel” de Mamá en Le touriste rebusca en el desván de la nueva ola (Fórmula Free. 2003)
- - “Ludivine” y “Déjame en paz” en Moderno pero español Vol.3 (Bontvivant records. 2005)
- - “Como Johnny Guitar” y “La vida es sueño” en Octubre, Volver (Single Brasileño. Señor f. 2007)
- - “Ludivine” en 9 años siendo incómodos. (Fanzine “El pijama de úrsula”. 2007)
- - “Todo es mentira (versión en directo)” en Somos los mods (Bip bip records. 2007)